# Батько наших батьків
Батько наших батьків (фр. Le Père de nos pères) — науково-фантастичний роман Бернарда Вербера, що вийшов у 1998 році. Це перший роман у трилогії «Лукреція та Ісідор», названої іменами двох головних героїв, з серії «Наукові пригоди».
У цій книзі Вербер розглядає джерела походження людства через двох своїх персонажів, Ісідора Каценберга та Лукрецію Немрод. Він висуває альтернативну та дивовижну теорію проміжної форми в еволюції людства, яку також ще називають «теорією відсутньої ланки» в ланцюгу еволюції людства.

## Стислий сюжет
Сюжет роману відбувається в основному в сьогоденні, коли вбивають палеонтолога професора Аджеміана. Перед смертю, Аджеміан стверджував, що знає відповідь на основне питання: «Звідки ми родом?» Молода репортерка Лукреція Немрод висвітлює цю справу в газеті і вирішує з'ясувати, чому професор був убитий, після того, як поліція закрила справу не знайшовши убивць. У своїй статті Лукреція просить про допомогу у Ісідора Каценберга, колишнього офіцера поліції, а згодом наукового журналіста, який живе у водонапірній башті. Цей кумедний персонаж погоджується на пропозицію і їде зі своїм колегою в Африку, щоб спробувати розкрити таємницю, яка вартувала життя кількох людей протягом усієї цієї історії.
Одночасно інтрига другого сюжету переплітається з цим розслідуванням і відбувається «десь у Східній Африці», 3,7 мільйонів років тому. У ньому йдеться про життя печерної людини, яку автор просто називає «Він», а читач перейменує на «Адама».
Напруженість подій дуже інтенсивна, поки не доходить до останнього розділу книги, який розкриває особистість "Відсутньої ланки. Літературні жанри кримінальної художньої літератури, наукової публіцистики, пригод, біографії, філософської фантастики та ін. переплітаються у цьому романі в типовому стилі Бернарда Вербера .

## Видання
- Бернар Вербер (1998). Le Père de nos pères / Батько наших батьків (фр) . Париж: «Albin Michel». с. 400. ISBN 2-226-10562-X.
- Бернар Вербер (2000). Le Père de nos pères / Батько наших батьків (фр) . Париж: «Ашетт Лівр». с. 379. ISBN 2-253-14847-4. Колекція: Le Livre de Poche